# A Reckoning (película)
A Reckoning es una película estadounidense de wéstern de 2018, dirigida por Justin Lee, que a su vez la escribió, musicalizada por Jared Forman, en la fotografía estuvo Justin Janowitz y los protagonistas son June Dietrich, Kevin Makely y Meg Foster, entre otros. El filme fue realizado por Papa Octopus Productions y se estrenó el 7 de agosto de 2018.

## Sinopsis
Luego de que su esposo es salvajemente asesinado, una granjera quiere hacer un ajuste de cuentas, deja de lado su rutina para atrapar al homicida.